# الیس ناکس
الیس ناکس (انگلیسی: Elyse Knox؛ ۱۴ دسامبر ۱۹۱۷ – ۱۶ فوریهٔ ۲۰۱۲) یک هنرپیشه اهل ایالات متحده آمریکا بود. وی بین سال‌های ۱۹۳۷ تا ۱۹۴۹ میلادی فعالیت می‌کرد.